# Marita Köllner

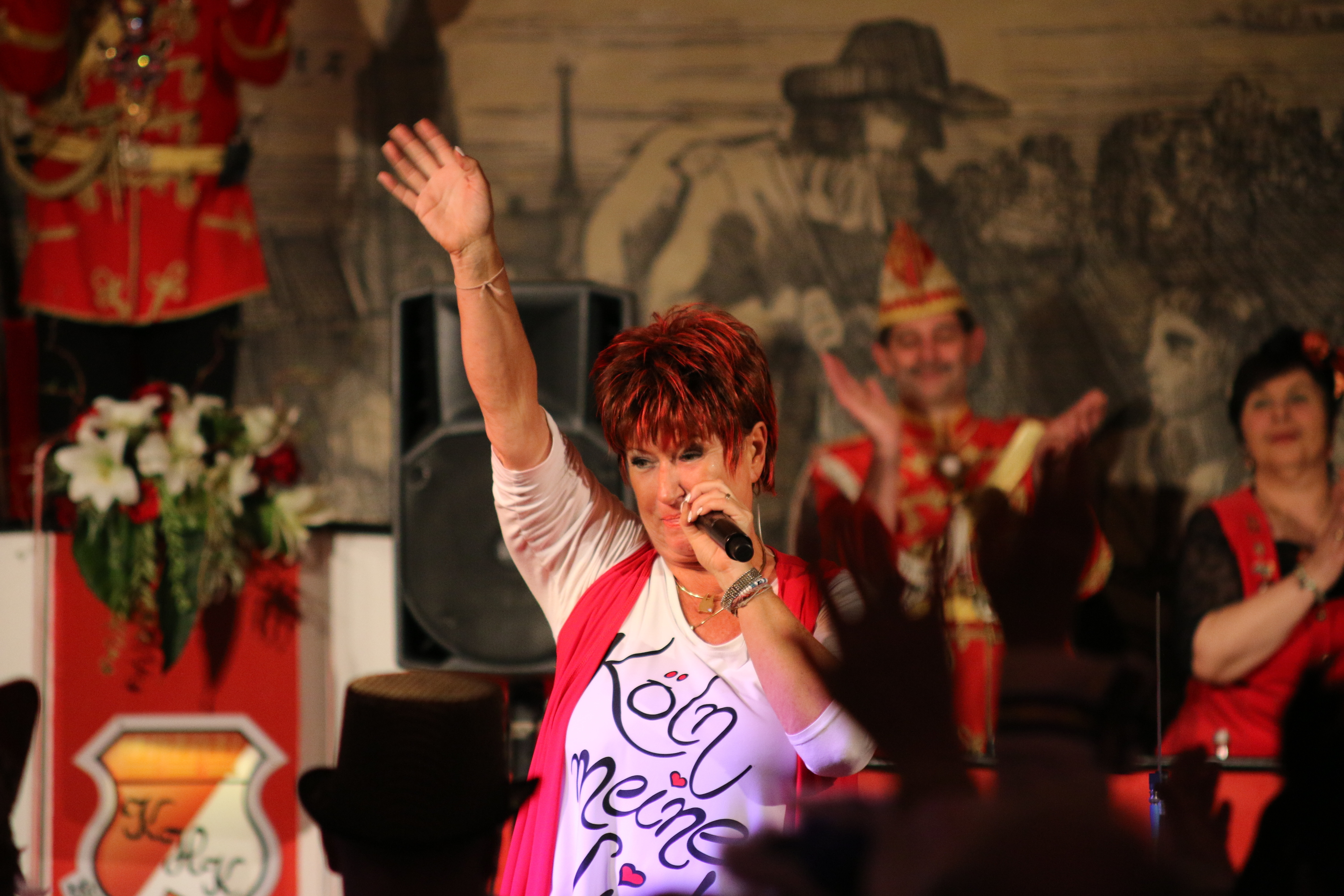
Marita Köllner bei einem Auftritt im Karneval 2014

Marita Köllner (* 18. Mai 1958 in Köln) ist eine Kölner Sängerin und Moderatorin. Sie ist hauptsächlich im Karneval aktiv. Sie begann ihre Karriere als Büttenrednerin. Nachdem ihr erstes Lied zu einem Evergreen avancierte, konzentrierte sie sich auf den Gesang. Außerdem moderiert sie karnevalistische Fernsehsendungen.

## Karriere
Köllner wuchs im Severinsviertel auf. Im Alter von zehn Jahren trat sie bereits bei Karnevalssitzungen auf. Durch die positive Stimmung in der Karnevalszeit verarbeitete sie private Probleme mit ihrem gewalttätigen Stiefvater. Als Ersatz diente ihr der örtliche Pfarrer. Dieser brachte Köllner zu den Veranstaltungen der KAJUJA, die ihr zum späteren Erfolg verhalfen. Für ihre Büttenreden wählte sie angesichts ihrer roten Haarfarbe den Künstlernamen „Et fussich Julche“ (Das rothaarige Julchen), der an das berühmte kölsche Lustspiel gleichen Namens erinnert. 1988 schrieb sie gemeinsam mit Henning Krautmacher, dem Leadsänger der kölschen Band Höhner, das Lied „Denn mir sin kölsche Mädcher“. Eigentlich sollte das Lied nur bei einer Feier zu Köllners Bühnenjubiläum vorgetragen werden, aber es entwickelte sich zu ihrem ersten Hit. Seitdem ist die Kölnerin als Sängerin, die abseits der Bühne in der Kölner Stadtverwaltung arbeitete, im Karneval aktiv. 1997 zog sie sich nach der operativen Entfernung eines gutartigen Tumors vorübergehend nach Mallorca zurück. Im Jahr 2000 übernahm sie gemeinsam mit Gisbert Baltes die Moderation der Fernsehshow Närrische Hitparade. Für den WDR berichtet sie außerdem in Live-Übertragungen von diversen Veranstaltungen des Karnevals, unter anderem bei der Sessionseröffnung am 11. November und beim Kölner Rosenmontagszug mit Wicky Junggeburth.

## Diskografie
| Jahr | Titel                         | Anmerkungen                              |
| ---- | ----------------------------- | ---------------------------------------- |
| 2006 | Marita Köllner – Original     | Erstveröffentlichung: 21. April 2006     |
| 2010 | Bleibtreusee                  | Erstveröffentlichung: 29. Oktober 2010   |
| 2011 | Können diese Augen lügen?     | Erstveröffentlichung: 16. September 2011 |
| 2019 | Dich hät d’r Himmel jeschick’ | Erstveröffentlichung: 4. Oktober 2019    |